# Charles Yorke, 5:e earl av Hardwicke
Charles Philip Yorke, 5:e earl av Hardwicke, född 23 april 1836, död 18 maj 1897 var en engelsk parlamentsledamot.
Charles Yorke var parlamentsledamot 1863-1873 och medlem av drottning Viktoria I av Englands hov 1866-1868 och utsågs senare till Privy Councellor.
Han är mest känd för att ha levt ett extravagant och slösaktigt liv, något som resulterade i smeknamnet "Champagne-Charlie". Hans fäderneärvda egendom, Wimpole Hall, fick slutligen säljas. Han var nära vän till prinsen av Wales (senare Edvard VII av England ) och tillhörde följaktligen kretsen som träffades på Marlborough House och Sandringham.
Yorke var son till amiral Charles Philip Yorke, 4:e earl av Hardwicke. Han gifte sig 1863 med Lady Sophia Georgiana Robertina Wellesley (1840-1923), dotter till Henry Richard Charles Wellesley, 1:e earl Cowley.

## Barn
- Albert Yorke, 6:e earl av Hardwicke, (1867-1904)